# 卡哈尔祖尔以色列犹太会堂
卡哈尔祖尔以色列犹太会堂或以色列岩石犹太会堂（葡萄牙语：Sinagoga Kahal Zur Israel 或 Congregação Rochedo de Israel；英语：Kahal Zur Israel Synagogue；קהל צור ישראל‬，希伯來語：‎，意为“以色列的岩石”）是美洲的第一座犹太会堂，存在于1630-1657年荷兰统治伯南布哥期间。它位于巴西伯南布哥州累西腓老城的耶稣街（Rua do Bom Jesus）197号，原名犹太街（Rua dos Judeus）。它是由葡萄牙和西班牙塞法迪犹太人创建于1636年，他们为逃离强迫改宗，逃难到荷兰，已经生活在殖民地的改宗的“新基督徒”可能帮助了该建筑的建造。这犹太会堂。该建筑现在是一个博物馆，展示了原始犹太教堂的各个部分，如浸禮池。伯南布哥犹太历史档案馆（Arquivo Histórico Judaico de Pernambuco）也设于此。

## 历史

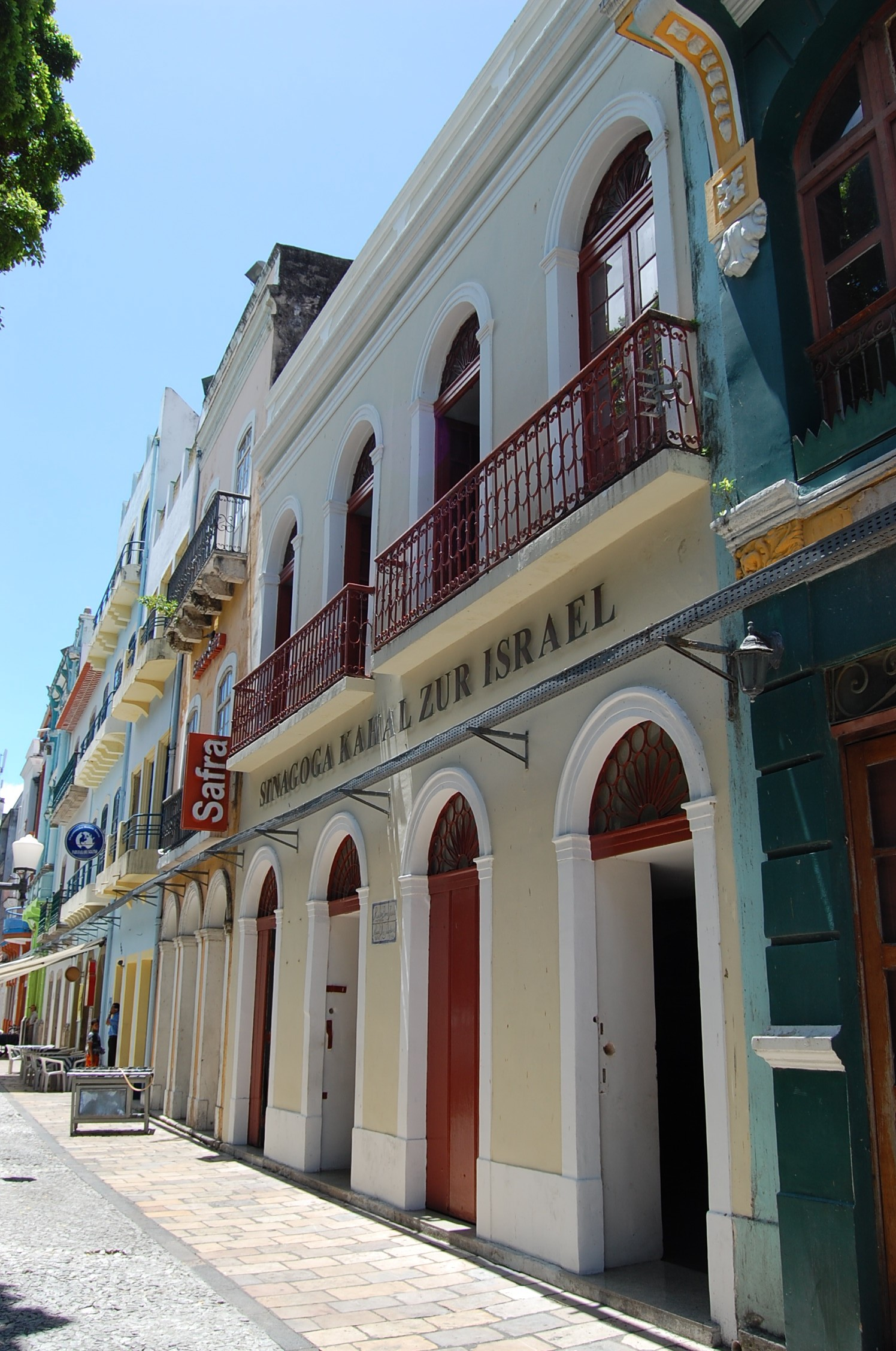
卡哈尔祖尔以色列犹太会堂

从1636年至1654年，犹太会堂位于今耶稣街（Rua do Bom Jesus）197-203号，即原犹太人街（Rua dos Judeus）。在17世纪中叶，荷兰控制巴西东北部时期，成千上万的葡萄牙塞法迪犹太人被宗教信仰自由所吸引，来到当时的荷兰殖民地。它很繁荣，服务于大约1450名犹太人。一名哈兹赞歌手乔苏·韦洛西诺（Josue Velosino），和第一位拉比，葡萄牙-荷兰裔的伊萨克·阿博阿布·达丰塞卡（Isaac Aboab da Fonseca，1605-1693年），于1641年抵达累西腓，后者在那里呆了13年。1654年1月27日荷兰军队投降后，居住在累西腓的大约一百五十个犹太家庭，400名犹太人，因恐惧宗教裁判所的迫害，乘坐瓦尔克号船（Valk）离开巴西，回到荷兰。由于在那里找不到生存手段，他们于1654年7月8日离开荷兰，回到美洲。同年9月，23名来自累西腓的犹太人乘坐圣凯瑟琳号船在新阿姆斯特丹（今纽约）登陆，9月12日，他们在那里建立了北美洲的第一个犹太会堂，以色列余民会堂（Shearit Israel）。

## 现状
17世纪原犹太会堂的建筑一直保存到20世纪初才被拆除。伯南布哥联邦大学进行的遗址考古发掘，证实了会堂的存在，发现了净化沐浴仪式中使用的七级台阶的浸禮池。在旧犹太会堂的遗址上，后来建了两层楼的房子，开设两家商店。2001年，改建为犹太博物馆，设计类似于由17世纪和18世纪葡萄牙和西班牙塞法迪犹太人建造的犹太教堂。今天，累西腓有四座犹太会堂。许多犹太人选择在卡哈尔祖尔以色列犹太会堂举行婚礼和犹太教成人礼，因为这里象征着他们在巴西的悠久历史。该犹太会堂也是更广泛的文化复兴的中心。每年11月的犹太节，提供舞蹈，电影和食物，吸引了约20，000名游客。

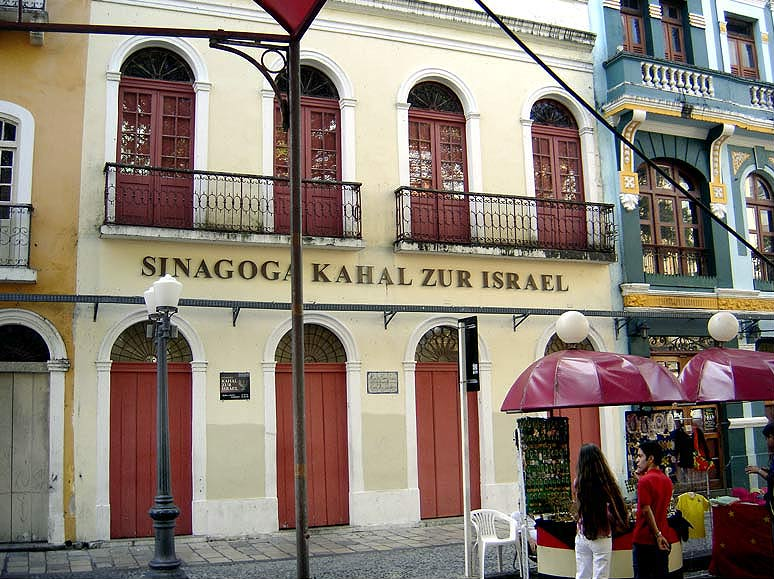
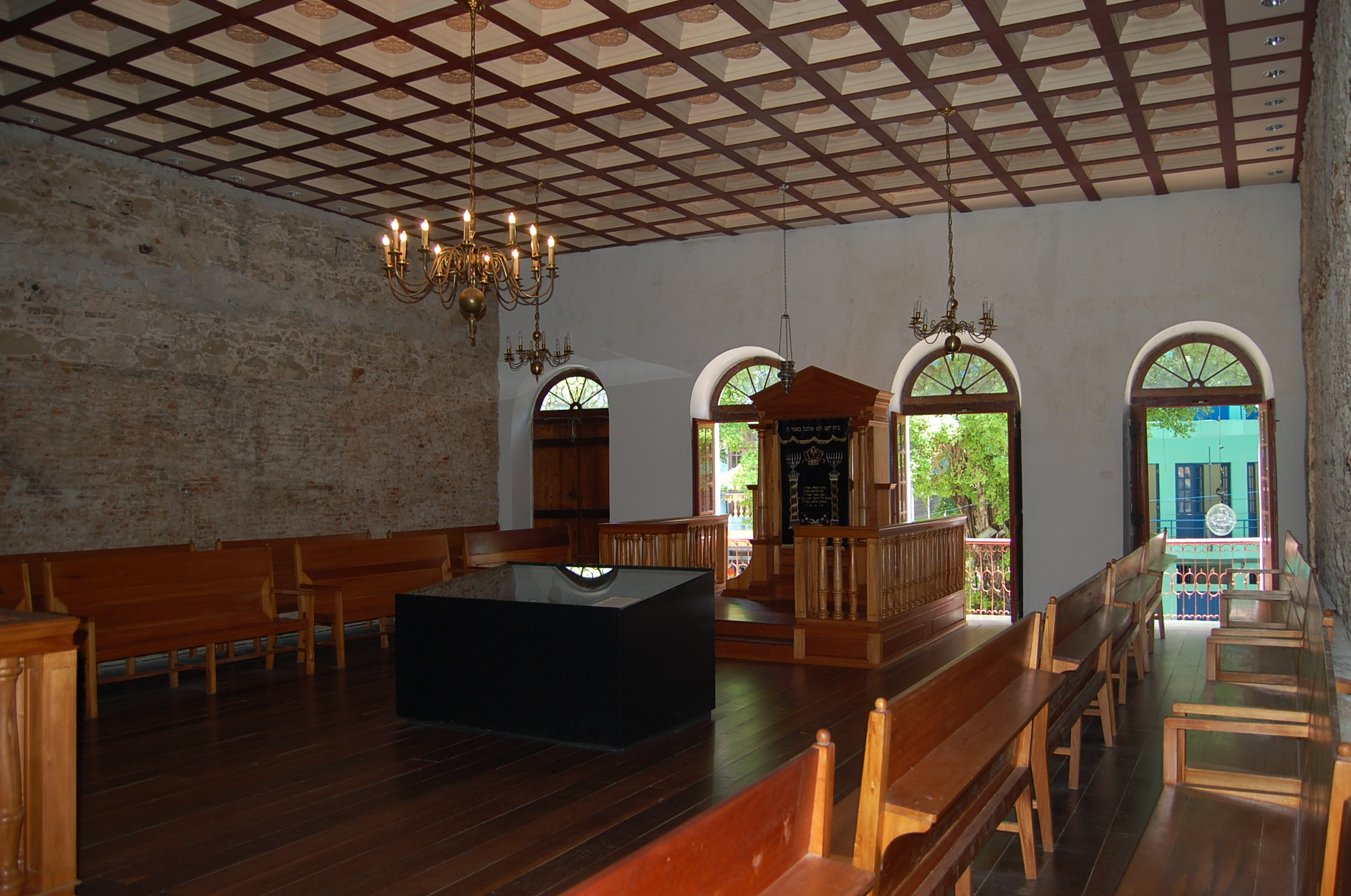
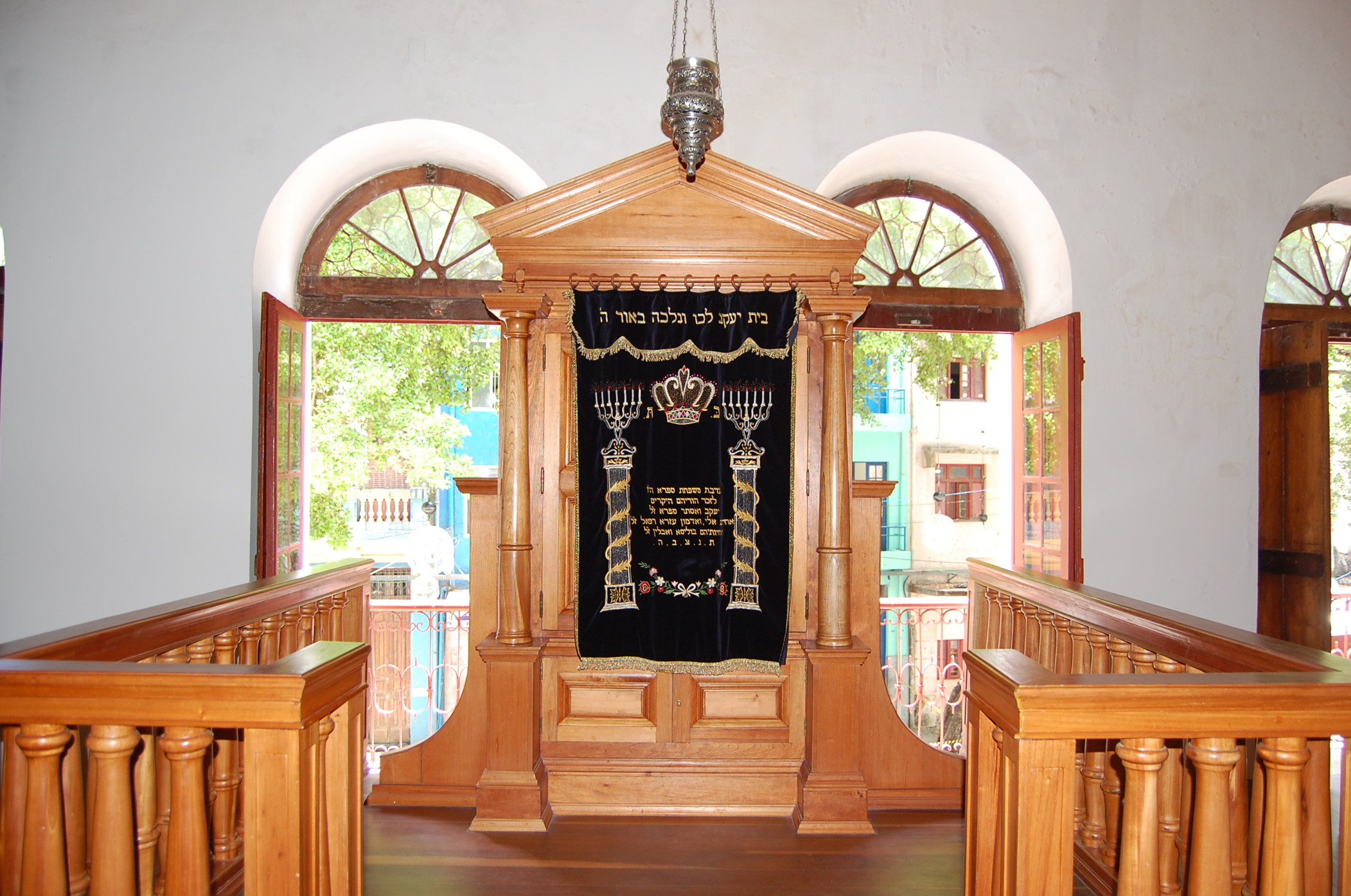